# Campeonato da Europa de Atletismo de 2016 - Salto em altura feminino
A prova do salto em altura feminino do Campeonato da Europa de Atletismo de 2016 foi disputada entre os dias 6 e 7 de julho de 2016 no Estádio Olímpico de Amsterdã em Amesterdão,  nos Países Baixos. 

## Recordes
Antes desta competição, os recordes mundiais e do campeonato nesta prova eram os seguintes:
|                       | Nome                                      | Nacionalidade            | Altura  | Local                | Data                                                       |
| --------------------- | ----------------------------------------- | ------------------------ | ------- | -------------------- | ---------------------------------------------------------- |
| Recorde mundial       | Stefka Kostadinova                        | Bulgária                 | 2m 09cm | Roma                 | 30 de agosto de 1987                                       |
| Recorde do campeonato | Tia HellebautVenelina VenevaBlanka Vlašić | Bélgica Bulgária Croácia | 2m 03cm | Gotemburgo Barcelona | 9 de agosto de 2006 9 de agosto de 20061 de agosto de 2010 |
| Recorde europeu       | Stefka Kostadinova                        | Bulgária                 | 2m 09cm | Roma                 | 30 de agosto de 1987                                       |

## Medalhistas
| Ouro              | Prata                                        |
| Ruth Beitia (ESP) | Mirela Demireva (BUL) · Airinė Palšytė (LTU) |

## Cronograma
Todos os horários são locais (UTC+2).
| Data       | Hora  | Evento       |
| ---------- | ----- | ------------ |
| 6 de julho | 11:05 | Qualificação |
| 7 de julho | 17:30 | Final        |

## Resultados

### Qualificação
Qualificação: Desempenho de 1.92 m (Q) ou os 12 melhores qualificados (q).
| Posição | Grupo | Atleta                     | Nacionalidade | 1.70 | 1.75 | 1.80 | 1.85 | 1.89 | 1.92 | Resultados | Notas |
| ------- | ----- | -------------------------- | ------------- | ---- | ---- | ---- | ---- | ---- | ---- | ---------- | ----- |
| 1       | A     | Michaela Hrubá             | Chéquia       | –    | –    | o    | o    | o    | o    | 1.92       | Q     |
| 1       | A     | Airinė Palšytė             | Lituânia      | –    | –    | o    | o    | o    | o    | 1.92       | Q,    |
| 3       | B     | Ruth Beitia                | Espanha       | –    | –    | –    | o    | xo   | o    | 1.92       | Q     |
| 4       | B     | Mirela Demireva            | Bulgária      | –    | –    | o    | o    | xo   | xxo  | 1.92       | Q     |
| 5       | A     | Marie-Laurence Jungfleisch | Alemanha      | –    | –    | o    | o    | o    | xx   | 1.89       | q     |
| 5       | B     | Sofie Skoog                | Suécia        | –    | o    | o    | o    | o    | xxx  | 1.89       | q     |
| 5       | A     | Barbara Szabó              | Hungria       | –    | –    | o    | o    | o    | xx   | 1.89       | q,    |
| 5       | B     | Nafissatou Thiam           | Bélgica       | –    | –    | o    | o    | o    | x–   | 1.89       | q     |
| 5       | A     | Alessia Trost              | Itália        | –    | o    | o    | o    | o    | xx   | 1.89       | q     |
| 10      | A     | Oksana Okuneva             | Ucrânia       | –    | o    | o    | o    | xo   | xx   | 1.89       | q     |
| 10      | A     | Desirée Rossit             | Itália        | o    | o    | o    | o    | xo   | xx   | 1.89       | q     |
| 12      | A     | Maruša Černjul             | Eslovênia     | –    | xo   | o    | o    | xo   | xxx  | 1.89       | q     |
| 13      | B     | Linda Sandblom             | Finlândia     | –    | o    | o    | xxo  | xxo  | xxx  | 1.89       |       |
| 14      | B     | Ana Šimić                  | Croácia       | –    | –    | xo   | xxo  | xxo  | xxx  | 1.89       |       |
| 15      | A     | Yuliya Chumachenko         | Ucrânia       | –    | o    | o    | o    | xxx  |      | 1.85       |       |
| 16      | B     | Erika Furlani              | Itália        | –    | o    | xo   | o    | xxx  |      | 1.85       |       |
| 16      | B     | Isobel Pooley              | Grã-Bretanha  | –    | o    | xo   | o    | xxx  |      | 1.85       |       |
| 18      | A     | Eleriin Haas               | Estónia       | –    | o    | o    | xo   | xxx  |      | 1.85       |       |
| 18      | B     | Iryna Herashchenko         | Ucrânia       | –    | –    | o    | xo   | xxx  |      | 1.85       |       |
| 18      | A     | Katarina Mögenburg         | Noruega       | –    | o    | o    | xo   | xxx  |      | 1.85       |       |
| 18      | B     | Marija Vuković             | Montenegro    | –    | o    | o    | xo   | xxx  |      | 1.85       |       |
| 22      | A     | Erika Kinsey               | Suécia        | –    | o    | o    | xxo  | xxx  |      | 1.85       |       |
| 23      | B     | Anna Iljuštšenko           | Estónia       | –    | o    | o    | xxx  |      |      | 1.80       |       |
| 23      | A     | Valentina Liashenko        | Geórgia       | o    | o    | o    | xxx  |      |      | 1.80       |       |
| 25      | B     | Ma'ayan Shahaf             | Israel        | o    | o    | xo   | xxx  |      |      | 1.80       |       |
| 26      | B     | Claudia Guri               | Andorra       | o    | xxo  | xxx  |      |      |      | 1.75       |       |

### Final
| Posição          | Atleta                     | Nacionalidade | 1.84 | 1.89 | 1.93 | 1.96 | 1.98 | 2.00 | Resultados | Notas                |
| ---------------- | -------------------------- | ------------- | ---- | ---- | ---- | ---- | ---- | ---- | ---------- | -------------------- |
| Medalha de ouro  | Ruth Beitia                | Espanha       | o    | o    | xo   | o    | o    | xxx  | 1.98       | =                    |
| Medalha de prata | Mirela Demireva            | Bulgária      | o    | o    | o    | o    | xxx  |      | 1.96       |                      |
| Medalha de prata | Airinė Palšytė             | Lituânia      | o    | o    | o    | o    | xxx  |      | 1.96       | Recorde da temporada |
| 4                | Nafissatou Thiam           | Bélgica       | o    | xo   | xo   | xxx  |      |      | 1.93       |                      |
| 5                | Marie-Laurence Jungfleisch | Alemanha      | o    | o    | xxo  | xxx  |      |      | 1.93       | =                    |
| 6                | Alessia Trost              | Itália        | o    | o    | xxx  |      |      |      | 1.89       |                      |
| 6                | Desirée Rossit             | Itália        | o    | o    | xxx  |      |      |      | 1.89       |                      |
| 6                | Oksana Okuneva             | Ucrânia       | o    | o    | xxx  |      |      |      | 1.89       |                      |
| 9                | Sofie Skoog                | Suécia        | o    | xo   | xxx  |      |      |      | 1.89       |                      |
| 9                | Maruša Černjul             | Eslovênia     | o    | xo   | xxx  |      |      |      | 1.89       |                      |
| 11               | Barbara Szabó              | Hungria       | xxo  | xo   | xxx  |      |      |      | 1.89       | =                    |
| 12               | Michaela Hrubá             | Chéquia       | o    | xxx  |      |      |      |      | 1.84       |                      |

Legenda
| Recorde mundial       | Recorde mundial (World record)               |                       | Recorde africano                      | Recorde africano (African) |                                           | Q | Classificado por posição (Qualified) |
| Recorde do campeonato | Recorde do campeonato (Championship record)  | Recorde da América    | Recorde da América (Americas)         | q                          | Classificado por melhor tempo (Qualified) |   |                                      |
| Melhor marca do ano   | Melhor marca do ano (World leading)          | Recorde asiático      | Recorde asiático (Asian)              | DNS                        | Não largou (Did not start)                |   |                                      |
| Recorde nacional      | Recorde nacional (National record)           | Recorde europeu       | Recorde europeu (European)            | DNF                        | Não terminou (Did not finish)             |   |                                      |
| Recorde pessoal       | Recorde pessoal do atleta (Personal best)    | Recorde da Oceania    | Recorde da Oceania (Oceania)          | DSQ / DQ                   | Desclassificado (Disqualified)            |   |                                      |
| Recorde da temporada  | Recorde da temporada do atleta (Season best) | Recorde sul-americano | Recorde sul-americano (South America) | NM                         | Sem marca (No mark)                       |   |                                      |